# Vila Benevente
Vila Benevente é um bairro da Zona Nordeste da cidade de São Paulo, situado no distrito de Santana. É administrado pela Subprefeitura de Santana. 